# Будилник
Будилник или алармни сат је часовник направљен да емитује звучни аларм у одређено време. Првенствена функција ових сатова је да буде људе из сна ујутру, али се користе и као подсетници у друге сврхе. Да би се зауставио звук, потребно је притиснути одређено дугме или казаљку на сату, а неки се заустављају аутоматски после неколико минута, ако се не искључе. Класичан аналогни алармни сат има додатно дугме којим се одређује време у које се аларм активира.
Традиционални механички алармни сатови имају звоно на врху које звони, док дигитални сатови могу да стварају различите звуке. Једноставан алармни сат који се напаја батеријом производи би-бип звук, док новији алармни сатови могу да говоре, да се смеју или да свирају музику. Неки алармни сатови имају радио који почне да ради у одређено време, а познати су под називом радио сатови.
У механичким алармним сатовима са звоном, опруга окреће зупчаник који активира бат на звону напред-назад између два звона или унутар самог звона. У електричним алармним сатовима са звоном, звоно звони помоћу електромагнетског кола и механизма који наизменично укључује и искључује електрично коло.

## Радио сатови
Модерни дигитални алармни сатови опремљени су функцијом радио аларма и би-бип или зујећим звуком, који омогућавају спавачу да се пробуди уз музику или јутарње вести уместо непријатног звучног сигнала. Многи су опремљени и посебним дугметом на врху који зауставља аларм и активира га поново за неколико минута (обично 5 до 10 минута). Неки алармни сатови имају и "sleep" дугме, који искључује радио у одређено време (обично за један сат). Ово је корисно људима који воле да се успавају уз музику с радија.
Новији дигитални радио сатови често користе батерију за чување тачног времена у случају да нестане струје. Без ове функције, дигитални сатови ће се ресетовати када се поново укључе, али се аларм неће укључити.

## Рачунарски аларми
Алармни рачунарски програми су развијени код личних рачунара. Персонални рачунар као алармни сат може имати неограничен број алармних времена, персонализоване тонове, онлајн могућности (као што су вести или временска прогноза), чак и посебне могућности за несаницу. Иако рачунари омогућавају флексибилност погодну за канцеларијске потребе, већина људи и даље више воли једноставност обичног алармног сата поред кревата за јутарње буђење.

## Аларми следеће генерације
Једна од мана алармних сатова је што наглим буђењем и непријатним звуком изазивају буновност. Прогресивни алармни сатови покушавају да реше овај проблем. Тако постоје сатови који се активирају с изласком сунца, који симулирају зору и прогресивни алармни сатови.
Научне студије о сну су показале да начин буђења зависи од фазе сна. Тако су се на тржишту 2005. године појавили алармни сатови који прате фазе сна. Користећи осетљиве технологије као што су EEG електроде (SleepSmart Axon Labs), акцелрометре (SleepTracker или иновативна решења за буђење aXbo), ови алармни сатови требало би да буде људе само из лаког сна.

## Историја
Древногрчки филозоф Платон (428–348. п. н. е.), како се говори, имао је велике водене сатове са неодређеним алармом, сличним звуку воденог оргуља; користио их је ноћу, можда ради обавештавања о почетку својих предавања у зору (Атенај 4.174c). Хеленистички инжењер и изумитељ Ктесибије (око 285–222. п. н. е.) снабдео је своје клепсидре бројчаником и показивачем за означавање времена и додао сложене „алармне системе које су могле да убацују каменчиће у гонг или трубе у трубе (спуштајући звона у воду и пуштајући компримовани ваздух кроз ударајућу трску) у унапред одређено време“ (Витрувије 11.11).
Хришћански реторичар Прокопије пре 529. године детаљно је описао сложене јавне сатове са звоњењем у свом родном граду Гази, које су укључивале часовни гонг и механички покретане фигуре дан и ноћ.
У Кини су сатови са звоном изумљени од стране будистичког монаха и изумитеља И Синга (683–727). Кинески инжењери Џанг Сиксун и Су Сун интегрисали су механизме сата са звоном у астрономске сатове у X и XI веку респективно.
Механички будилници, подесиви од стране корисника, појавили су се најмање у Европи у XV веку. Ови рани будилници имали су прстен од отвора на бројчанику и постављали су се убацивањем клина у одговарајући отвор.
Први радио будилник изумео је Џејмс Ф. Рејнолдс 1940-их, а друга конструкција је такође изумљена од стране Пола Л. Шрота-старијег.

## Онлајн будилник
Онлајн будилник је дигитални будилник који можете користити бесплатно преко интернет-прегледача на било ком рачунару или мобилном уређају. Можете користити будилник који ће вас пробудити ујутру и помоћи вам у свакодневним активностима као што су учење, спорт, кување или припрема за завршни испит.

## Сигнали аларма за особе са оштећеним слухом
Глуви и наглуви људи често не могу да перципирају звучне аларме током сна. Они могу користити специјалне аларме, укључујући аларме са треперавим светлима уместо или као допуна звуку. Такође постоје аларми који се могу повезати са вибрирајућим уређајима (мали, убачени у јастуке, или већи, постављени испод стубова кревета да потресају кревет).

## Referensi
1. ↑  „Five ancient Greek inventions that are remarkably still used today”. greekherald.com.au. Приступљено 2025-05-18.
2. ↑  „Alarm Clock by Arielle Iliopoulos on Prezi”. prezi.com. Приступљено 2025-05-18.
3. ↑  „Greek Inventions”. www.sutori.com. Приступљено 2025-05-18.
4. ↑  „Greek Science & Technology”. www.mlahanas.de. Приступљено 2025-05-18.
5. ↑  „Alarm Clock - King JAMES”. prezi.com. Приступљено 2025-05-18.
6. ↑  „Onlajn budilnik”. onlinealarmkur.com. Приступљено 2025-05-18.
7. ↑  „Alerting devices for the Deaf and hearing impaired”. www.healthyhearing.com. Приступљено 2025-05-18.
8. ↑  „Vibrating alarm clocks to help deaf children wake up”. www.ndcs.org.uk. Приступљено 2025-05-18.